# Antiblemma melanoides
Antiblemma melanoides là một loài bướm đêm trong họ Erebidae.